# Hevinghausen
Hevinghausen ist ein Ortsteil der Gemeinde Much im Rhein-Sieg-Kreis. Das lokal Hävvekossen genannte Dorf wurde 1555 erstmals in einer Urkunde erwähnt.

## Lage
Hevinghausen liegt westlich von Much. Nachbardörfer sind Kerzenhöhnchen und Siefen im Norden, Neuenhaus im Osten, Hetzenholz im Süden und Eigen im Westen.

## Einwohner
1901 hatte der Weiler 79 Einwohner. Haushaltsvorstände waren damals Ackerer Jakob Berger, Schuster Heinrich Josef Döpper, Schneider Bernhard Gerhards, Ackerer Albert Höller, Ackerer Joh. Kemmerling jun., Ackerer Heinrich Josef Klein, Ackerer Joh. Krimmel, Ackerer Heinrich Neu, Ackerer Hermann Josef Neu und Gastwirt Joh. Peter Stommel.

## Kapelle
1895 wurde in Hevinghausen eine Kapelle als Ersatz für eine verfallene alte Kapelle errichtet. Diese musste aber 1976 dem Straßenbau weichen. Die jetzige Kapelle Mariä Geburt wurde 1978 eingeweiht und wird von einem Kapellenverein betreut.